# Club Natació Alacant
El Club Natació Alacant fou un antic club de futbol valencià de la ciutat d'Alacant.
El club va ser fundat el 3 d'agost de 1919 per Casimiro de la Viña, disputant els seus partits al Camp de La Florida, més tard anomenat Camp de la Vinya.
Fou el club més destacat de la ciutat durant els anys vint, després de la desaparició del Lucentum FC. Fou el primer campió de la província que guanyà el Campionat de Llevant de futbol i que posteriorment participà a la copa del Rei de 1924.
El 25 d'abril de 1927 desaparegué com a conseqüència de no poder assumir el pagament d'una important sanció federativa en un partit jugat a Castelló. El seu lloc al futbol alacantí fou ocupat per l'Hèrcules CF, que n'adoptà els colors blanc i blau i l'escut.

## Palmarès
- Campionat de Llevant de futbol:
  - 1924